# Аманда Воллер
Аманда Блейк Воллер — вигаданий персонаж, що з'являється в американських коміксах, виданих DC Comics. Персонаж уперше з'явився в Легенд #1 в 1986 році і був створений Джоном Ostrander, Len Wein і Джон Бірн. Незважаючи на що не володіють ні наддержав, Аманда Воллер є потужним антагоністом та іноді союзником супергероїв DC Universe, часто виступає як антигерой. У 2009 році IGN поставив її на 60 місце найбільших лиходіїв всіх часів.
Воллер, як правило, зображується як безжалісний, високопоставленний урядовець, який використовує інтелект та залякування для досягнення своїх цілей, часто в ім'я національної безпеки. Вона часто асоціюється з вигаданними урядовими установами Checkmate і A.R.G.U.S. У багатьох зображеннях вона керує смертельною місією так званною Suicide Squad, або курирує фахівець дослідження в області людей з повноваженнями.
В останні роки характер був істотно адаптований в анімаційних і живий медіа-дію: С. С. H. Паундер для різних анімаційних проектів; Гриер на серії живого дії Смолвілі; Бассетт в живого дії фільму Зелений Ліхтар; Шеріл Лі Ральф в мультсеріалі Молоді юстиції; Адда-Робінсон в серії живого дії Стріла і відеоігри Lego Batman 3: Поза Gotham; Івет Ніколь Браун в мультсеріалі DC Супер герой дівчаток; і Віола Девіс в майбутньому фільмі загін смертників.

## Історія публікації
Люди, найбільш відповідальні за формування характеру в її ранніх виступів були Джон Острандер і Кім Yale, на сторінках другого загін смертників серії наприкінці 1980-х років.
Прізвисько «Стіна», вона є колишній помічник Конгресу і урядовий агент часто поміщений в заряд самогубців Squad, напівсекретної урядової перспективі група колишніх суперзлодіїв, що працюють в обмін на амністію. Пізніше вона служила як секретар Metahuman справ при президенті Лекс Лютор, до арешту в результаті публічного падіння Лютор від благодаті. Уоллер був перепризначений до керівництва Checkmate як Біла Королева, але був змушений піти у відставку через її участі в операції порятунку Run.

## Вигадана біографія характеру

### Рання історія
Аманда була створена як вдова, що втік Cabrini-зелені проекти житла Чикаго зі своєю сім'єю зберігся після того, як один з її синів, одна з її дочок і її чоловіка було вбито. Воллер зрештою отримав докторський ступінь у галузі політології (як показано в Checkmate v.2 #1, де вона адресована як «Доктор Воллер») і став помічником конгресменів. За цей час, вона виявила існування двох перших втілень команди. Беручи елементи з обох з них, вона запропонувала розробити її третього втілення в Білий дім і був поміщений в заряд з моменту його затвердження.

#### Live action
- Аманда Воллер з'являється в дев'ятому сезоні Smallville, яку відіграє Гриер. Введений у двогодинному епізоді «абсолютної справедливості», ця версія є ранжування агентом як Checkmate і загін смертників. В епізоді «Checkmate», Уоллер захоплює Марсіанин в штаб-квартирі агентства після невдалої спроби викрасти і набрати Зелену стрілу[ru] для уряду. В епізоді «Sacrifice», Уоллер працює з Стюарт Кемпбелл (ака White Knight), щоб розшукати Тесс Мерсер, щоб привести до Checkmate Kandorians, що призвело до конфронтації з майором Зод.